# Hexachaeta juliorosalesi
Hexachaeta juliorosalesi är en tvåvingeart som beskrevs av Hernandez-oritz 2002. Hexachaeta juliorosalesi ingår i släktet Hexachaeta och familjen borrflugor.
Artens utbredningsområde är Venezuela. Inga underarter finns listade i Catalogue of Life.